# روس كونواي (ممثل)
روس كونواي (بالإنجليزية: Russ Conway)‏ مواليد 25 أبريل 1913 في مانيتوبا، كندا - الوفاة 12 يناير 2009 في لاغونا هيلس، الولايات المتحدة، هو ممثل أمريكي بدأ مسيرته الفنية سنة 1947. من أعماله الوريثة. امتدت مسيرته الفنية لأكثر من 30 عاما.

## روابط خارجية
- روس كونواي على موقع IMDb (الإنجليزية)
- روس كونواي على موقع قاعدة بيانات برودواي على الإنترنت (الإنجليزية)
- روس كونواي على موقع قاعدة بيانات الفيلم (الإنجليزية)